# Dušan Mlinšek
Dušan Mlinšek (* 30. September 1925 in Velenje, Jugoslawien; † 15. Dezember 2020) war ein jugoslawischer bzw. slowenischer Forstwissenschaftler.

## Leben
Dušan Mlinšek wurde 1944, während er ein Gymnasium in Celje besuchte, in die deutsche Wehrmacht eingezogen und kämpfte zunächst an der Ostfront, konnte dort aber fliehen und schloss sich in seiner Heimat den Partisanen an. Nach Kriegsende studierte er Forstwissenschaft an der Universität Zagreb, danach war er Mitarbeiter im Forstministerium der SR Slowenien, für das er in den Jahren 1953 bis 1960 die Waldbewirtschaftung im Raum Slovenj Gradec leitete. Zu dieser Zeit kam er mit dem damals im Auftrag der FAO in Jugoslawien tätigen Hans Leibundgut, Professor für Waldwirtschaft an der ETH Zürich, in Kontakt, bei dem er 1959 promovierte. Er veranlasste, dass in den Wäldern der SR Slowenien Methoden der nachhaltigen Waldbewirtschaftung, die er in der Schweiz kennengelernt hatte, übernommen wurden.
Ab 1960 war er Assistenzprofessor an der Biotechnischen Fakultät der Universität Ljubljana, ab 1971 ordentlicher Professor für Forstwirtschaft (später Forstwirtschaft und Landschaftsökologie). In den 1970er Jahren initiierte er die Einrichtung von Naturwaldreservaten, deren Entwicklung er wissenschaftlich auswertete.
Mlinšek war ab 1982 Vorsitzender des Internationalen Verbandes Forstlicher Forschungsanstalten und 1989 Initiator und Gründungsmitglied der Organisation Pro Silva. Auch nach seiner Pensionierung engagierte er sich in den Bereichen Naturschutz und Waldpädagogik.

## Ehrungen (Auswahl)
- Karl-Gayer-Medaille des Bund Naturschutz, 1990
- Titel Wissenschaftsbotschafter der Republik Slowenien, 1991
- Ehrendoktorwürde der Universität Oslo, 1997
- Ehrenbürger der Stadt Velenje, 2007

## Veröffentlichungen (Auswahl)
- Untersuchungen über den Zustand und die Pflege der Bauernwälder in Pohorsko Podravje (Slowenien), Diss. ETH Zürich, 1959 (Online-Ausgabe)
- Sproščena tehnika gojenja gozdov na osnovi nege (Freie Waldbewirtschaftungstechnik basierend auf Pflege), 1968
  - serbokroatische Übersetzung: Slobodna tehnika gajenja šuma na osnovu nege, 1968
- Waldbauliche Forschung, ein integraler Teil der forstlichen Forschung, in: Herbert Killian (Hrsg.), Die 100-Jahrfeier der Forstlichen Bundesversuchsanstalt Wien, 1977, S. 99–109
- Novi gozdni rezervati v Sloveniji (Neue Wald-Reservate in Slowenien), 1978
- Naravni gozd v Sloveniji (Natürlicher Wald in Slowenien), 1985
- Ohranjanje gozdov v procesih onesnaževanja okolja in intenziviranje gozdne proizvodnje lesa (Erhaltung der Wälder bei Umweltverschmutzung und Intensivierung der Waldholzproduktion), 1986
- (mit Jože Cvenkel): Smrekov gozd v Triglavskem narodnem parku (Der Fichtenwald im Nationalpark Triglav), 1988
- Pra-gozd v naši krajini (Primärwald in unserer Landschaft), 1989
  - 2. Aufl. 1992, ISBN 86-341-0706-X
- (mit Avguštin Lah u. a.): Leksikon Okolje in človek (Lexikon Umwelt und Mensch), 1995, ISBN 961-203-061-8
- Bergwälder im Nationalpark, wachsen lassen oder pflegen?, in: Internationales Nationalpark-Symposium. Waldnationalpark Bayerischer Wald – Chancen und Verpflichtung für nachfolgende Generationen. Bericht über das Symposium am 1. März 1996 im Europäischen Patentamt München, 1996, S. 43–48.